# Criollas de Caguas 2016
Questa voce raccoglie le informazioni riguardanti le Criollas de Caguas nella stagione 2016.

## Organigramma societario
Area direttiva
- Presidente: Francisco Ramos

Area tecnica
- Allenatore: Juan Carlos Nuñez

## Rosa
| N° | Nome                | Ruolo | Data di nascita   | Nazionalità sportiva |
| -- | ------------------- | ----- | ----------------- | -------------------- |
| 1  | Charlenne Domínguez | S/L   | 5 novembre 1985   | Porto Rico           |
| 1  | Yeaneska Matos      | S     | 29 aprile 1996    | Porto Rico           |
| 1  | Jessica Jones       | C     | 15 novembre 1986  | Stati Uniti          |
| 2  | Shara Venegas       | L     | 18 settembre 1992 | Porto Rico           |
| 3  | Fabiola Toro        | S/O   | 9 marzo 1997      | Porto Rico           |
| 6  | Stephanie Enright   | S     | 15 dicembre 1990  | Porto Rico           |
| 7  | Génesis Collazo     | S/O   | 4 ottobre 1992    | Porto Rico           |
| 8  | Jonnalys Matos      | C     | 17 agosto 1991    | Porto Rico           |
| 9  | Jennifer Nogueras   | P     | 1º agosto 1991    | Porto Rico           |
| 10 | Diana Reyes         | C     | 29 aprile 1993    | Porto Rico           |
| 11 | Karina Ocasio       | S/O   | 1º agosto 1985    | Porto Rico           |
| 12 | Ashley Vázquez      | P     | 8 gennaio 1993    | Porto Rico           |
| 12 | Jordaliz Mercado    | P     | 19 luglio 1990    | Porto Rico           |
| 13 | Wendy Flores        | C     | 28 aprile 1994    | Porto Rico           |
| 13 | Falyn Fonoimoana    | S     | 13 marzo 1992     | Stati Uniti          |
| 15 | Leira Ortiz         | L     | 15 febbraio 1994  | Porto Rico           |
| 16 | Diane Copenhagen    | S     | 28 giugno 1986    | Stati Uniti          |
| 17 | Laudevis Marrero    | C     | 4 agosto 1987     | Porto Rico           |
| 18 | Lynda Morales       | C     | 20 maggio 1988    | Porto Rico           |

## Mercato
| Acquisti | Acquisti            | Acquisti              | Acquisti   |
| R.       | Nome                | da                    | Modalità   |
| -------- | ------------------- | --------------------- | ---------- |
| L        | Charlenne Domínguez | Changas de Naranjito  | definitivo |
| S        | Jonnalys Matos      | Leonas de Ponce       | definitivo |
| S/O      | Karina Ocasio       | Fujian                | definitivo |
| P        | Ashley Vázquez      | Markopoulo            | definitivo |
| C        | Wendy Flores        | -                     | definitivo |
| S        | Diane Copenhagen    | Salihli               | definitivo |
| C        | Lynda Morales       | RC Cola-Air Force     | definitivo |
| S        | Yeaneska Matos      | ?                     | definitivo |
| P        | Jordaliz Mercado    | -                     | definitivo |
| S        | Falyn Fonoimoana    | Changas de Naranjito  | definitivo |
| C        | Laudevis Marrero    | Valencianas de Juncos | definitivo |
| C        | Jessica Jones       | Azərreyl              | definitivo |

| Cessioni | Cessioni            | Cessioni             | Cessioni   |
| R.       | Nome                | a                    | Modalità   |
| -------- | ------------------- | -------------------- | ---------- |
| C        | Jessica Jones       | Azərreyl             | definitivo |
| C        | Enimarie Fernández  | -                    | definitivo |
| S        | Gelymar Rodríguez   | Lancheras de Cataño  | definitivo |
| P        | Ashley Vázquez      | Markopoulo           | definitivo |
| S        | Dariam Acevedo      | -                    | definitivo |
| S        | Regan Hood          | Sarıyer              | definitivo |
| C        | Lynda Morales       | RC Cola-Air Force    | definitivo |
| L        | Charlenne Domínguez | Changas de Naranjito | definitivo |
| P        | Ashley Vázquez      | Changas de Naranjito | definitivo |
| C        | Wendy Flores        | -                    | definitivo |
| S        | Yeaneska Matos      | -                    | definitivo |
| S        | Falyn Fonoimoana    | Indias de Mayagüez   | definitivo |
| C        | Laudevis Marrero    | -                    | definitivo |

## Risultati

### LVSF

#### Regular season
| 1ª giornata - 14 gennaio 2016 Coliseo Rafael Amalbert, Juncos              | Valencianas de Juncos   | 0 - 3 | Criollas de Caguas      | 24-26, 24-26, 18-25               |
| 2ª giornata - 16 gennaio 2016 Coliseo Héctor Solá Bezares, Caguas          | Criollas de Caguas      | 3 - 0 | Lancheras de Cataño     | 25-16, 25-19, 25-22               |
| 3ª giornata - 20 gennaio 2016 Coliseo Héctor Solá Bezares, Caguas          | Criollas de Caguas      | 3 - 0 | Capitalinas de San Juan | 25-18, 25-20, 25-18               |
| 4ª giornata - 22 gennaio 2016 Coliseo Emilio Huyke, Humacao                | Orientales de Humacao   | 0 - 3 | Criollas de Caguas      | 18-25, 16-25, 26-28               |
| 5ª giornata - 28 gennaio 2016 Coliseo Gelito Ortega, Naranjito             | Changas de Naranjito    | 1 - 3 | Criollas de Caguas      | 25-21, 15-25, 16-25, 23-25        |
| 6ª giornata - 31 gennaio 2016 Coliseo Héctor Solá Bezares, Caguas          | Criollas de Caguas      | 3 - 0 | Indias de Mayagüez      | 25-22, 25-17, 25-21               |
| 7ª giornata - 3 febbraio 2016 Coliseo Salvador Dijols, Ponce               | Leonas de Ponce         | 0 - 3 | Criollas de Caguas      | 26-28, 17-25, 19-25               |
| 8ª giornata - 6 febbraio 2016 Coliseo Héctor Solá Bezares, Caguas          | Criollas de Caguas      | 3 - 1 | Gigantes de Carolina    | 25-19, 21-25, 18-25, 21-25        |
| 9ª giornata - 11 febbraio 2016 Coliseo Rafael Amalbert, Juncos             | Valencianas de Juncos   | 0 - 3 | Criollas de Caguas      | 13-25, 25-10, 25-19               |
| 10ª giornata - 13 febbraio 2016 Coliseo Héctor Solá Bezares, Caguas        | Criollas de Caguas      | 1 - 3 | Lancheras de Cataño     | 21-25, 23-25, 25-16, 21-25        |
| 11ª giornata - 17 febbraio 2016 Coliseo Héctor Solá Bezares, Caguas        | Criollas de Caguas      | 3 - 0 | Capitalinas de San Juan | 25-22, 25-20, 25-21               |
| 12ª giornata - 19 febbraio 2016 Coliseo Héctor Solá Bezares, Caguas        | Criollas de Caguas      | 3 - 0 | Orientales de Humacao   | 25-17, 25-23, 25-19               |
| 13ª giornata - 25 febbraio 2016 Coliseo Héctor Solá Bezares, Caguas        | Criollas de Caguas      | 3 - 0 | Changas de Naranjito    | 25-23, 25-22, 25-18               |
| 14ª giornata - 27 febbraio 2016 Palacio de Recreación y Deportes, Mayagüez | Indias de Mayagüez      | 1 - 3 | Criollas de Caguas      | 18-25, 25-22, 18-25, 19-25        |
| 15ª giornata - 3 marzo 2016 Coliseo Salvador Dijols, Ponce                 | Leonas de Ponce         | 3 - 2 | Criollas de Caguas      | 25-21, 22-25, 17-25, 25-13, 15-11 |
| 16ª giornata - 5 marzo 2016 Coliseo Héctor Solá Bezares, Caguas            | Criollas de Caguas      | 3 - 0 | Gigantes de Carolina    | 25-17, 25-21, 25-15               |
| 17ª giornata - 9 marzo 2016 Coliseo Cosme Beitia Sálamo, Cataño            | Lancheras de Cataño     | 0 - 3 | Criollas de Caguas      | 23-25, 22-25, 20-25               |
| 18ª giornata - 12 marzo 2016 Coliseo Roberto Clemente, San Juan            | Capitalinas de San Juan | 3 - 1 | Criollas de Caguas      | 21-25, 25-22, 25-23, 28-26        |
| 19ª giornata - 17 marzo 2016 Coliseo Emilio Huyke, Humacao                 | Orientales de Humacao   | 0 - 3 | Criollas de Caguas      | 19-25, 20-25, 21-25               |
| 20ª giornata - 19 marzo 2016 Coliseo Héctor Solá Bezares, Caguas           | Criollas de Caguas      | 3 - 0 | Valencianas de Juncos   | 25-19, 25-18, 25-14               |
| 21ª giornata - 24 marzo 2016 Coliseo Héctor Solá Bezares, Caguas           | Criollas de Caguas      | 3 - 1 | Indias de Mayagüez      | 25-16, 25-13, 23-25, 27-25        |
| 22ª giornata - 30 marzo 2016 Coliseo Gelito Ortega, Naranjito              | Changas de Naranjito    | 0 - 3 | Criollas de Caguas      | 18-25, 18-25, 24-26               |
| 23ª giornata - 1 aprile 2016 Coliseo Guillermo Angulo, Carolina            | Gigantes de Carolina    | 0 - 3 | Criollas de Caguas      | 20-25, 22-25, 20-25               |
| 24ª giornata - 3 aprile 2016 Coliseo Héctor Solá Bezares, Caguas           | Criollas de Caguas      | 3 - 0 | Leonas de Ponce         | 25-21, 25-15, 25-20               |

#### Play-off
| Quarti di finale (gara 1) - 7 aprile 2016 Palacio de Recreación y Deportes, Mayagüez | Indias de Mayagüez      | 1 - 3 | Criollas de Caguas      | 12-25, 18-25, 25-20, 16-25        |
| Quarti di finale (gara 2) - 8 aprile 2016 Coliseo Héctor Solá Bezares, Caguas        | Criollas de Caguas      | 3 - 0 | Gigantes de Carolina    | 25-23, 25-9, 25-20                |
| Quarti di finale (gara 3) - 10 aprile 2016 Coliseo Héctor Solá Bezares, Caguas       | Criollas de Caguas      | 3 - 0 | Indias de Mayagüez      | 27-25, 25-21, 25-17               |
| Quarti di finale (gara 6) - 14 aprile 2016 Coliseo Guillermo Angulo, Carolina        | Gigantes de Carolina    | 0 - 3 | Criollas de Caguas      | 19-25, 21-25, 20-25               |
| Semifinali (gara 1) - 17 aprile 2016 Coliseo Héctor Solá Bezares, Caguas             | Criollas de Caguas      | 3 - 0 | Leonas de Ponce         | 25-22, 27-25, 25-14               |
| Semifinali (gara 2) - 19 aprile 2016 Coliseo Salvador Dijols, Ponce                  | Leonas de Ponce         | 3 - 1 | Criollas de Caguas      | 18-25, 25-17, 28-26, 25-22        |
| Semifinali (gara 3) - 21 aprile 2016 Coliseo Héctor Solá Bezares, Caguas             | Criollas de Caguas      | 1 - 3 | Leonas de Ponce         | 14-25, 22-25, 25-15, 17-25        |
| Semifinali (gara 4) - 23 aprile 2016 Coliseo Salvador Dijols, Ponce                  | Leonas de Ponce         | 1 - 3 | Criollas de Caguas      | 19-25, 25-22, 28-30, 12-25        |
| Semifinali (gara 5) - 24 aprile 2016 Coliseo Héctor Solá Bezares, Caguas             | Criollas de Caguas      | 3 - 0 | Leonas de Ponce         | 25-17, 25-20, 25-19               |
| Semifinali (gara 6) - 26 aprile 2016 Coliseo Salvador Dijols, Ponce                  | Leonas de Ponce         | 3 - 1 | Criollas de Caguas      | 25-23, 14-25, 31-29, 26-24        |
| Semifinali (gara 7) - 28 aprile 2016 Coliseo Héctor Solá Bezares, Caguas             | Criollas de Caguas      | 3 - 1 | Leonas de Ponce         | 21-25, 25-16, 25-21, 25-19        |
| Finale (gara 1) - 30 aprile 2016 Coliseo Héctor Solá Bezares, Caguas                 | Criollas de Caguas      | 3 - 2 | Capitalinas de San Juan | 25-23, 23-25, 25-14, 11-25, 15-12 |
| Finale (gara 2) - 2 maggio 2016 Coliseo Roberto Clemente, San Juan                   | Capitalinas de San Juan | 0 - 3 | Criollas de Caguas      | 22-25, 18-25, 20-25               |
| Finale (gara 3) - 4 maggio 2016 Coliseo Héctor Solá Bezares, Caguas                  | Criollas de Caguas      | 3 - 0 | Capitalinas de San Juan | 25-20, 25-14, 25-16               |
| Finale (gara 4) - 6 maggio 2016 Coliseo Roberto Clemente, San Juan                   | Capitalinas de San Juan | 0 - 3 | Criollas de Caguas      | 23-25, 19-25, 16-25               |

## Statistiche

### Statistiche di squadra
| Competizione | Punti | In casa | In casa | In casa | In trasferta | In trasferta | In trasferta | Totale | Totale | Totale |
| Competizione | Punti | G       | V       | P       | G            | V            | P            | G      | V      | P      |
| ------------ | ----- | ------- | ------- | ------- | ------------ | ------------ | ------------ | ------ | ------ | ------ |
| LVSF         | 63    | 20      | 18      | 2       | 19           | 15           | 4            | 39     | 33     | 6      |
| Totale       | -     | 20      | 18      | 2       | 19           | 15           | 4            | 39     | 33     | 6      |

G = partite giocate; V = partite vinte; P = partite perse